# Mamallapuram
Mamallapuram (Tamil: மாமல்லபுரம் Māmallapuram) oder Mahabalipuram (மகாபலிபுரம் Makābalipuram) ist ein etwa 16.000 Einwohner zählender Ort im südindischen Bundesstaat Tamil Nadu. In Mamallapuram befindet sich einer der wichtigsten archäologischen Fundorte Südindiens mit zahlreichen Baudenkmälern aus der Pallava-Zeit (7. bis 9. Jahrhundert). Der Tempelbezirk von Mamallapuram gehört seit 1985 zum UNESCO-Weltkulturerbe. Deswegen und dank seiner Sandstrände gehört Mamallapuram zu den wichtigsten touristischen Attraktionen Tamil Nadus.

## Etymologie
Die Namensformen Mamallapuram und Mahabalipuram sind gleichermaßen gebräuchlich. Mamallapuram ist nach dem Pallava-König Narasimhavarman I. (630–668) benannt, welcher den Beinamen Mahamalla („großer Ringer“) trug. Der Name Mahabalipuram ist eine Verballhornung, die auf den mythischen Dämon Mahabali Bezug nimmt.

## Lage
Mamallapuram liegt an der Koromandelküste im Süden des Golfs von Bengalen in einer Höhe von ca. 10 m ü. d. M. Der Ort liegt ca. 55 km (Fahrtstrecke) südwestlich von Chennai (ehemals Madras); Kanchipuram, die ehemalige Hauptstadt des Pallava-Reiches, befindet sich ca. 68 km nordwestlich und die ehemalige französische Kolonie Puducherry (Pondicherry) liegt ca. 125 km südwestlich. Verwaltungsmäßig gehört Mamallapuram zum Taluk Tirukalukundram des Distrikts Chengalpattu. Das Klima ist tropisch warm; Regen fällt überwiegend während der Monsunmonate August bis Dezember.

## Bevölkerung
Offizielle Bevölkerungsstatistiken werden erst seit 1991 geführt und regelmäßig veröffentlicht. Der Zuwachs der Bevölkerung in den letzten Jahrzehnten ist im Wesentlichen auf die anhaltende Zuwanderung von Familien aus dem Umland zurückzuführen.
| Jahr      | 1991  | 2001   | 2011   |
| Einwohner | k. A. | 12.345 | 15.172 |

Gut 88 % der Einwohner sind Hindus, gut 7 % sind Christen und knapp 4,5 Prozent Muslime. Der Anteil der männlichen Bevölkerung ist um ca. 12 % höher als der weibliche, was aber hauptsächlich an zugewanderten Arbeitskräften liegt. Die Hauptsprache ist, wie in ganz Tamil Nadu, das Tamil, das von 94 % der Bevölkerung als Muttersprache gesprochen wird.

## Wirtschaft

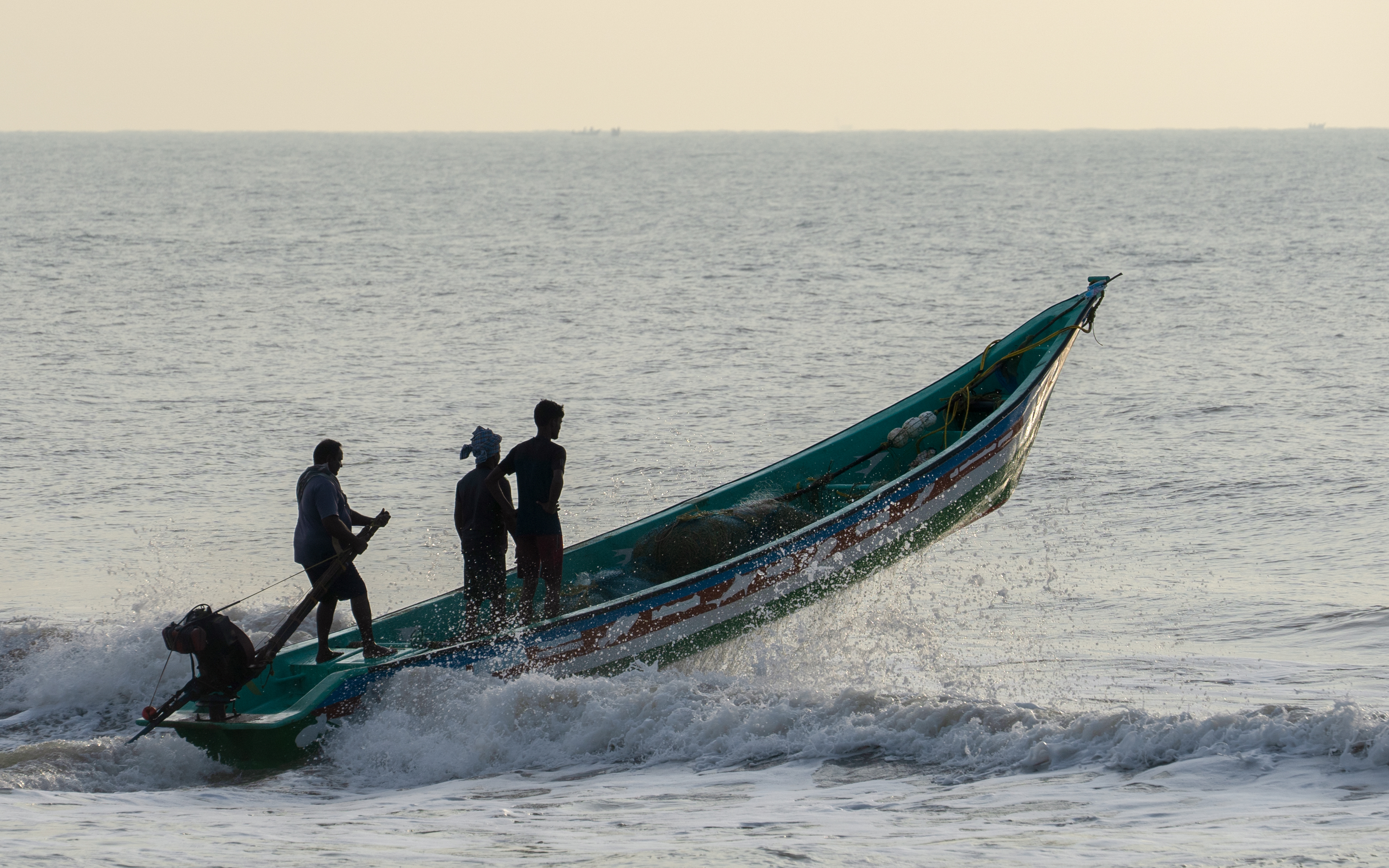
Fischer von Mamallapuram

Mamallapuram gehört zu den populärsten Reisezielen für Touristen in Tamil Nadu. Der Ort zieht dabei sowohl ausländische Besucher als auch einheimische Touristen, vor allem Tagesausflügler aus dem nahegelegenen Chennai, an. Ein wichtiger Besuchermagnet ist dabei das alljährliche Tanzfestival, das 2008 allein 126.000 ausländische Touristen anzog. Der Trend der Besucherzahlen ist, wie in ganz Tamil Nadu, rapide ansteigend. In Mamallapuram existieren zahlreiche Hotels unterschiedlicher Kategorien sowie weitere touristische Infrastruktur. Ein großer Teil der Einwohner Mamallapurams lebt direkt oder indirekt vom Tourismus.
Daneben ist Mamallapuram traditionell ein Zentrum der Steinmetzkunst. Die Kunsthandwerker Mamallapurams produzieren teils für den Souvenirmarkt, aber auch für Tempelneubauten und Ähnliches. Um das traditionelle Erbe der Steinmetzkunst zu pflegen, wurde 1957 in Mamallapuram die School of Architecture & Art gegründet. Heute wird sie von 220 Schülern besucht. Ferner wird Fischerei betrieben.
Im ca. 9 km (Luftlinie) südwestlich gelegenen Nachbarort Kalpakkam befindet sich das Kernkraftwerk Madras.

## Geschichte
Mamallapuram war der wichtigste Hafen des Pallava-Reiches, das im 7. Jahrhundert n. Chr. zur stärksten Macht Tamil Nadus aufstieg. Die Hauptstadt der Pallava-Könige war Kanchipuram. Bis zum Niedergang der Pallava im 8. Jahrhundert prosperierte Mamallapuram durch den florierenden Seehandel mit Südostasien. Während dieser Zeit entstanden die zahlreichen Baudenkmäler Mamallapurams. Die Tempel von Mamallapuram gehören zusammen mit den ebenfalls aus der Pallava-Zeit stammenden Tempelbauten in Kanchipuram zu den ältesten erhaltenen Bauwerken Südindiens. Sie bilden den Ausgangspunkt für die Entwicklung des Dravida-Stils, der die Tempelbauarchitektur Südindiens charakterisiert und bis nach Südostasien ausstrahlte (siehe Pallava-Architektur).
Der Tsunami nach dem Erdbeben im Indischen Ozean 2004 am 26. Dezember 2004 entfernte vor der Küste von Mamallapuram Sandablagerungen und führte außerdem zu einer Absenkung des Meeresspiegels. Dadurch wurden kurzzeitig unter und über Wasser zahlreiche archäologische Fundstücke freigelegt, die möglicherweise von der früheren Hafenstadt und einem Tempel aus dem 7. Jahrhundert stammen. Der Archaeological Survey of India hat am 17. Februar 2005 mit der Unterwasserarchäologie begonnen.

## Sehenswürdigkeiten

### Küstentempel

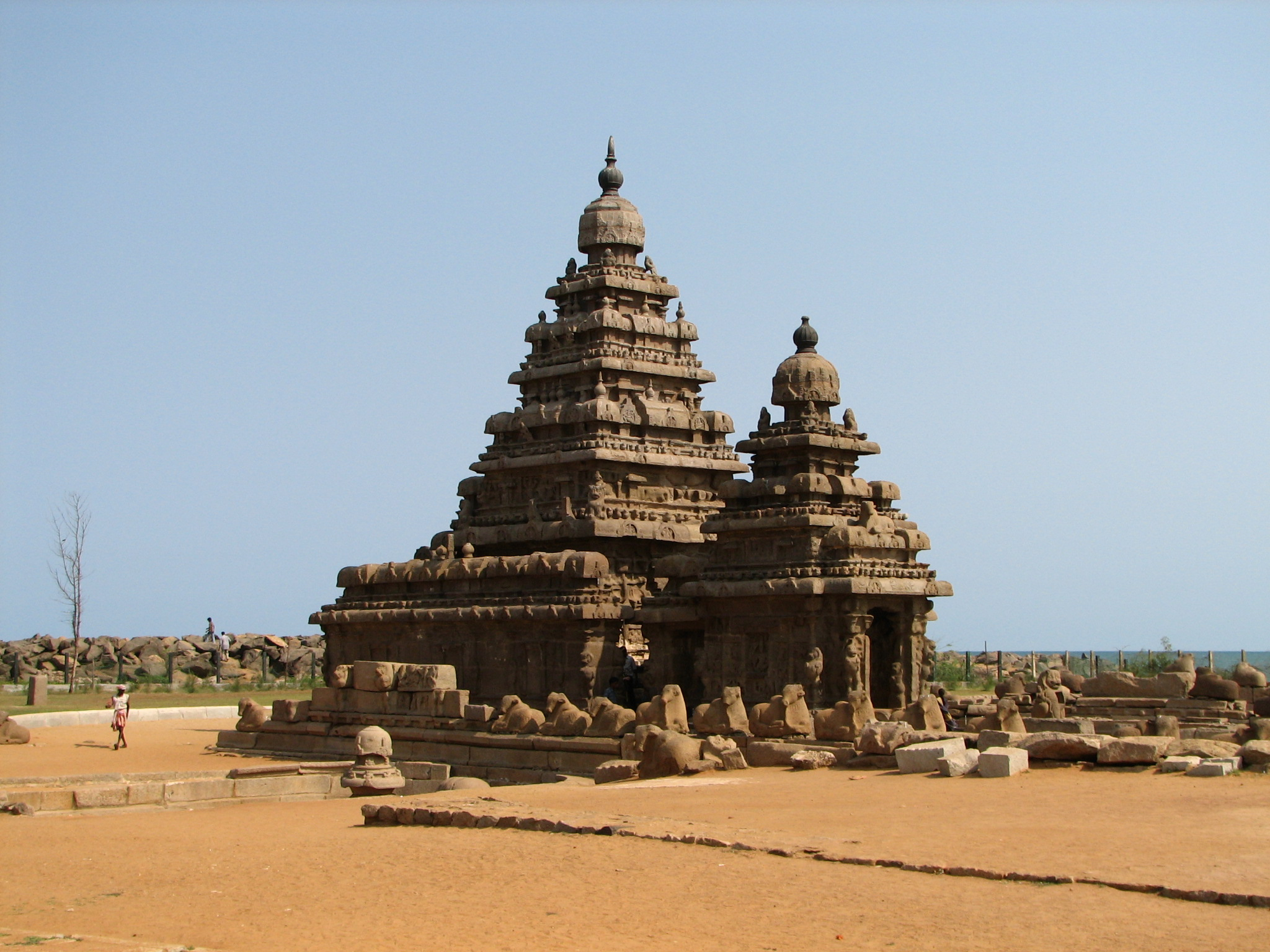
Küstentempel

Der Küstentempel (Shore Temple) von Mamallapuram befindet sich direkt am Strand. Ende des 8. Jahrhunderts unter dem Pallava-König Rajasimha Narasimhavarman II. erbaut, gehört er zu den ältesten freistehenden Steintempeln Südindiens. Mit seinem Tempelturm (vimana), der sich über der Cella (garbhagriha) erhebt, war er prägend für die Entwicklung des Dravida-Stils. In seinem Innern beherbergt der Tempel einen dem Gott Shiva geweihten Schrein mit einem Linga sowie einen Nebenschrein für den Gott Vishnu, der hier als Narayana auf der mythischen Schlange Ananta ruhend dargestellt ist.
Den Überlieferungen zufolge ist der Küstentempel der einzige erhalten gebliebene aus einem Komplex von sieben Tempeln. Der Komplex soll sich über 10 km entlang der Küste erstreckt haben. Der Tempel, der zwölf Jahrhunderte an seinem küstennahen Standort überdauert hat, wird inzwischen durch eine Einfriedung sowie durch Wellenbrecher aus Felsbrocken vor der Erosion geschützt. Diese während der Regierungszeit Indira Gandhis abgelagerten Blöcke ließen den Tempel den Tsunami vom 26. Dezember 2004 überstehen.

### Fünf Rathas

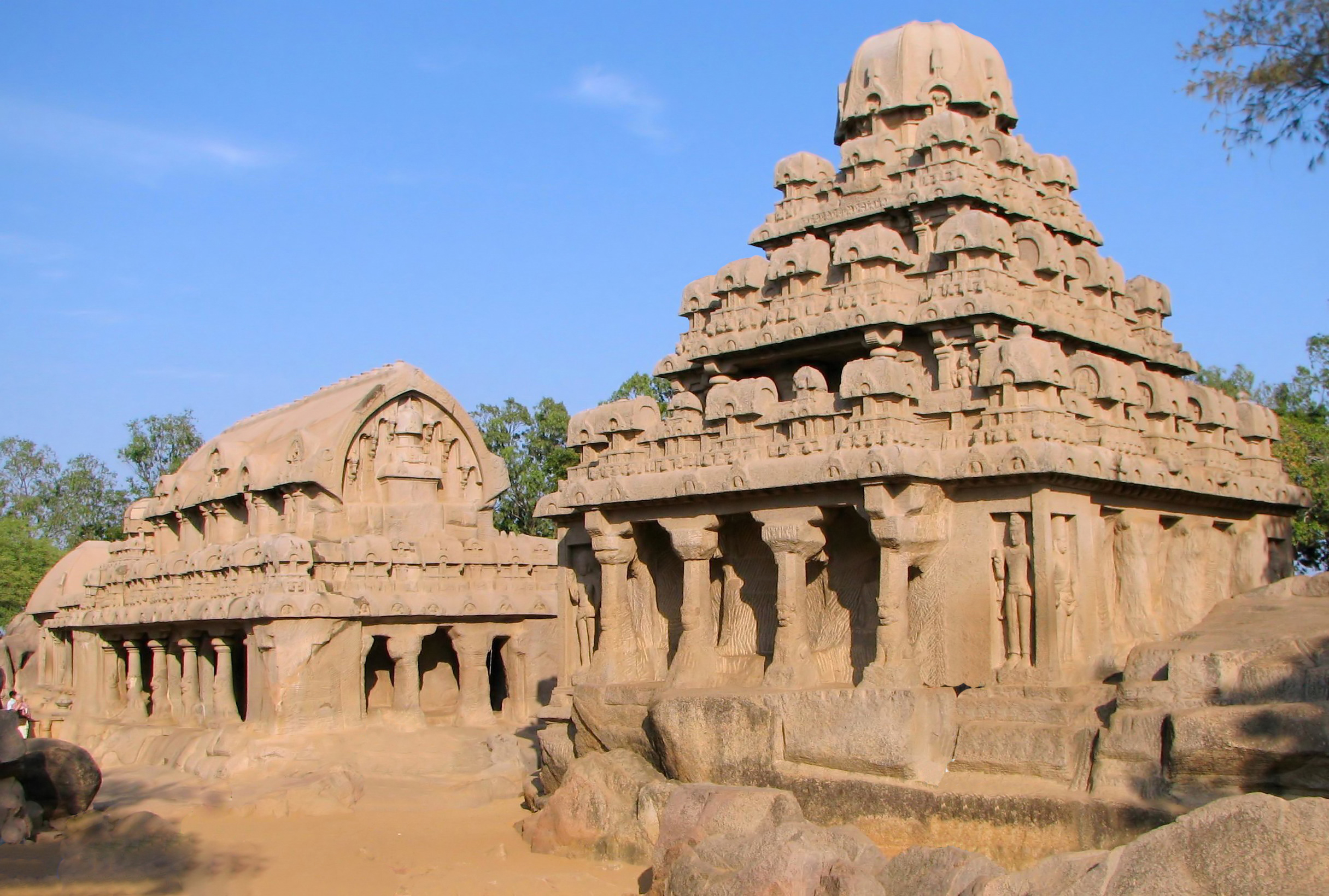
Bhima- und Dharmaraja-Ratha

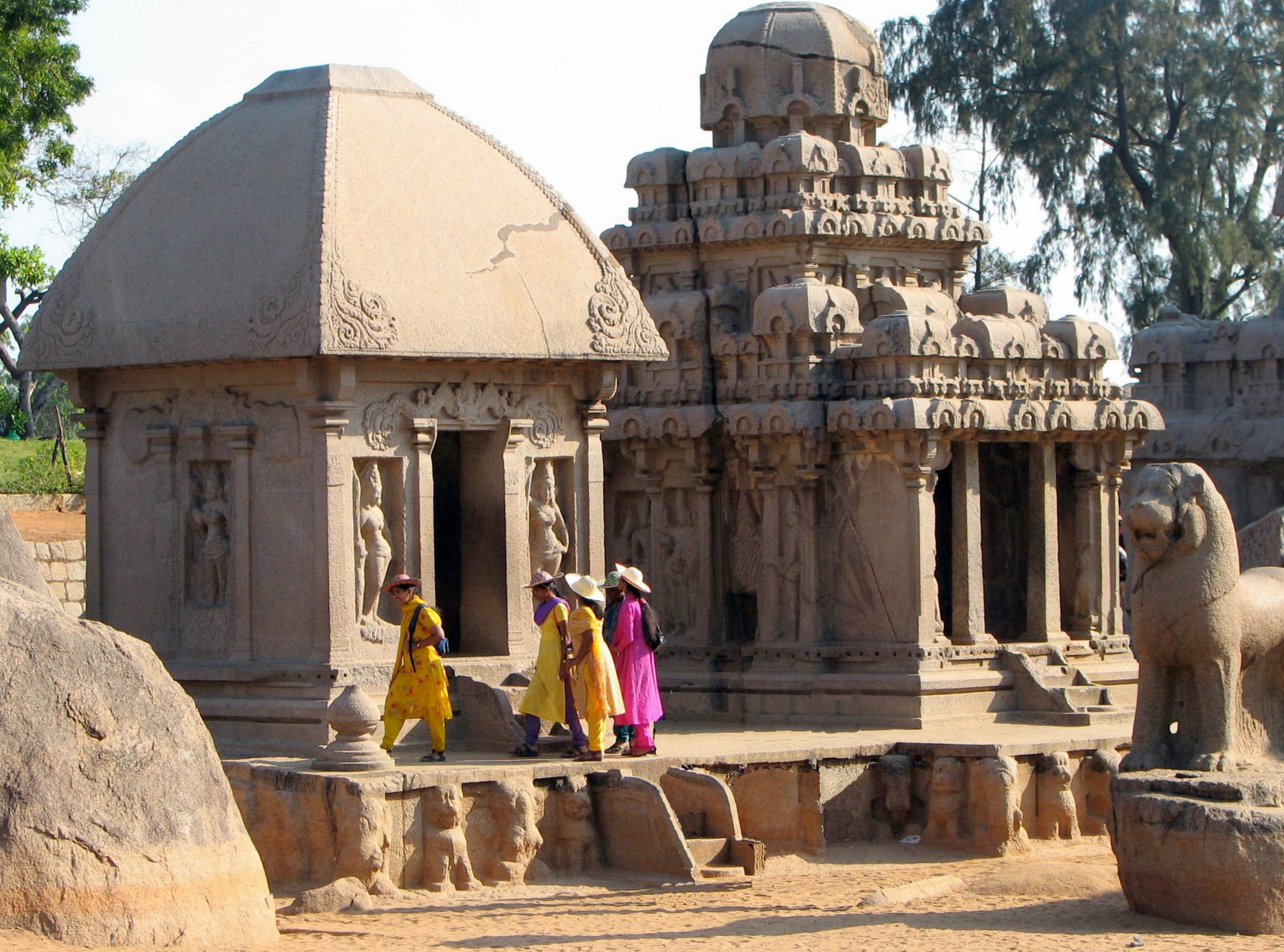
Draupadi- und Arjuna-Ratha

Bei den Fünf Rathas (Pancha Ratha) handelt es sich um eine rund 1,5 km südlich des Ortszentrums gelegene Gruppe von fünf monolithischen Tempeln. Als ratha wird ein hinduistischer Prozessionswagen bezeichnet, der einen Tempel nachbildet. Die Fünf Rathas sind nach den mythischen Pandava-Brüdern aus dem Mahabharata-Epos – Yudhishthira (oder Dharmaraja), Bhima, Arjuna, Nakula, Sahadeva – und deren gemeinsamer Gattin Draupadi benannt.
Jedes der fünf Monumente, die im 7. Jahrhundert in einem Stück aus dem Fels gehauen wurden, weist unterschiedliche Stilmerkmale auf. Zu keinem Zeitpunkt wurden die Tempel tatsächlich genutzt, es scheint vielmehr, dass in ihnen schlicht mit verschiedenen architektonischen Bauformen experimentiert werden sollte. Der Dharmaraja- und der Arjuna-Ratha werden von einer Stufenpyramide mit halbkugeligem Abschluss („Schirmkuppel“) bekrönt. Damit bilden sie den Prototyp des Tempelturms (vimana), der für den frühen Dravida-Stil kennzeichnend ist. Der Bhima-Ratha besitzt ein Tonnendach auf langgestrecktem Grundriss nach Vorbild der buddhistischen Chaitya-Hallen. Die Bauform des Tonnendachs wurde später als Abschluss der südindischen Tortürme (gopurams) übernommen. Keine stilbildende Wirkung hatten dagegen der Draupadi-Ratha, welcher die Form einer Hütte mit Strohdach hat, und der Nakula-Sahadeva-Ratha, der eine apsidiale Architektur hat und die Elemente der Stufenpyramide und des Tonnendachs kombiniert. Gerade vor dem Draupadi-Ratha stehen zwei kleinere Felsskulpturen, eine in Form eines Elefanten, der andere in Form eines Löwen. Hinter dem Draupadi- und dem Arjuna-Ratha, die auf einer gemeinsamen Plattform stehen, findet sich der Bulle Nandi.

### Felsrelief „Herabkunft der Ganga“

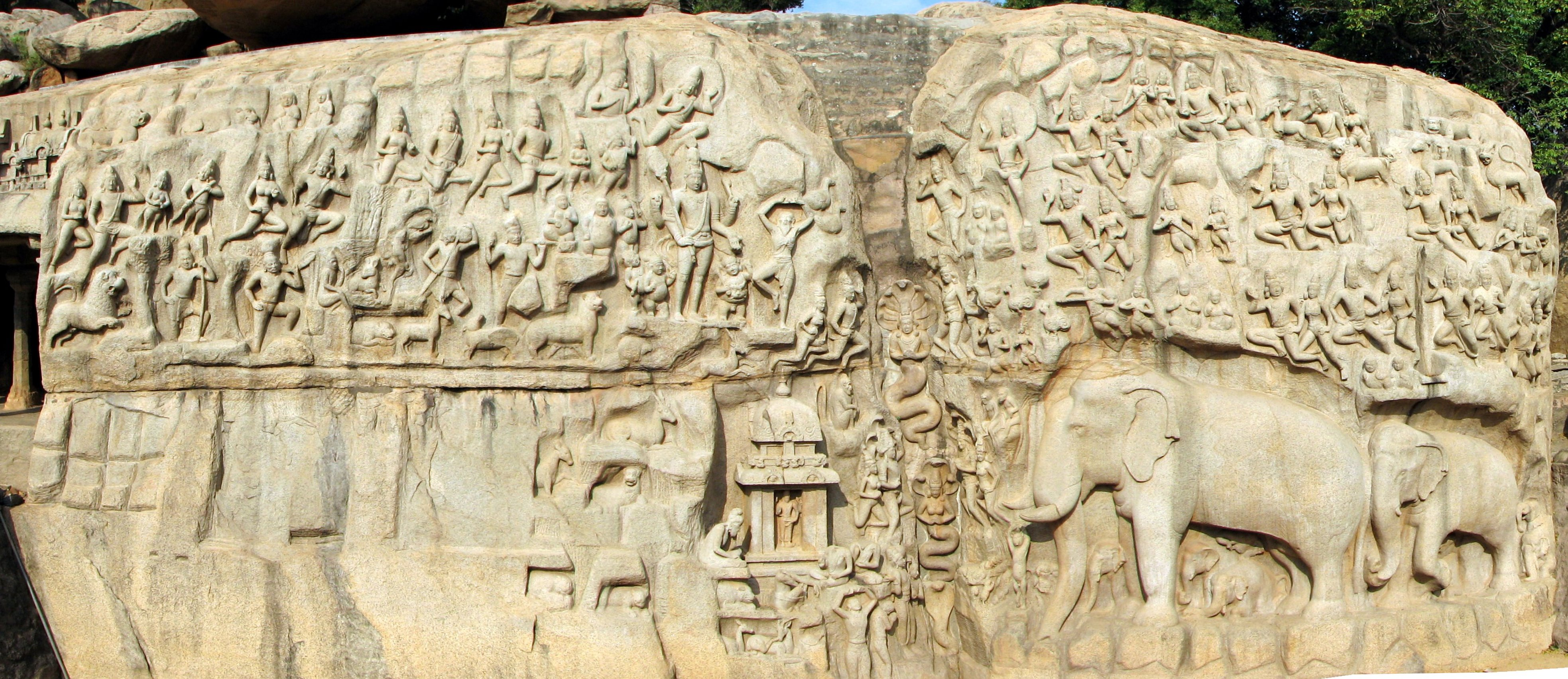
Herabkunft der Ganga

Die „Herabkunft der Ganga“ ist ein im 7. Jahrhundert entstandenes Flachrelief. Mit 12 m Höhe und 33 m Breite ist es eines der größten (vielleicht das größte) Felsrelief der Welt. Das Relief wird meist als Darstellung der Herabkunft der Göttin Ganga (den personifizierten Fluss Ganges) gedeutet. Nach der hinduistischen Mythologie ließ der König Bhagiratha den Ganges vom Himmel fließen, um die Seelen seiner Vorfahren zu reinigen. Aber die Dinge geschahen nicht wie geplant und der König bemerkte, dass der Fluss die ganze Erde überschwemmen würde. Daher tat er Buße mit dem Ziel, Hilfe von Shiva zu erhalten, um die zu erwartende Katastrophe abzuwenden. So stieg der Gott zur Erde hinab und bezwang den Ganges, indem er ihn durch sein Haar fließen ließ. Dieses Wunder lockte eine Menge Wesen an, die kamen, um es zu beobachten.
Der Spalt zwischen den beiden Felsen ist der berühmteste Teil des Flachreliefs; etwas links davon findet sich im oberen Bereich die Abbildung Shivas. Darunter findet man Ruinen eines Wassertanks, die vermuten lassen, dass einst hier Wasser geflossen ist, das den Ganges darstellen sollte. Neben zahlreichen göttlichen Abbildungen stellt das Relief das dörfliche Leben Indiens im 7. Jahrhundert dar. Im oberen Teil, rechts von dem Spalt, sieht man den Spender und Mäzen, Pallava-König Mahendravarman (reg. ca. 615–630) in Gesellschaft seiner drei Ehefrauen. Darunter ist eine Yogi-Katze in Meditationsstellung zu sehen, umtanzt von Mäusen. Die Szene stellt eine Redensart der indischen Volksweisheit dar, die rät, falschen Sadhus zu misstrauen.
Dieses Relief wird mitunter auch als „Buße des Arjuna“ bezeichnet. Die Interpretation ist noch nicht endgültig geklärt.

### Weitere Sehenswürdigkeiten

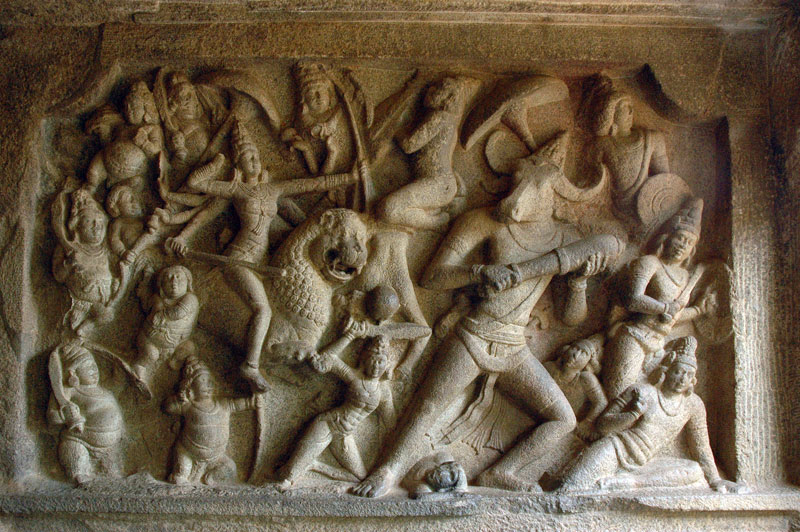
Durga als Mahisasurmardini

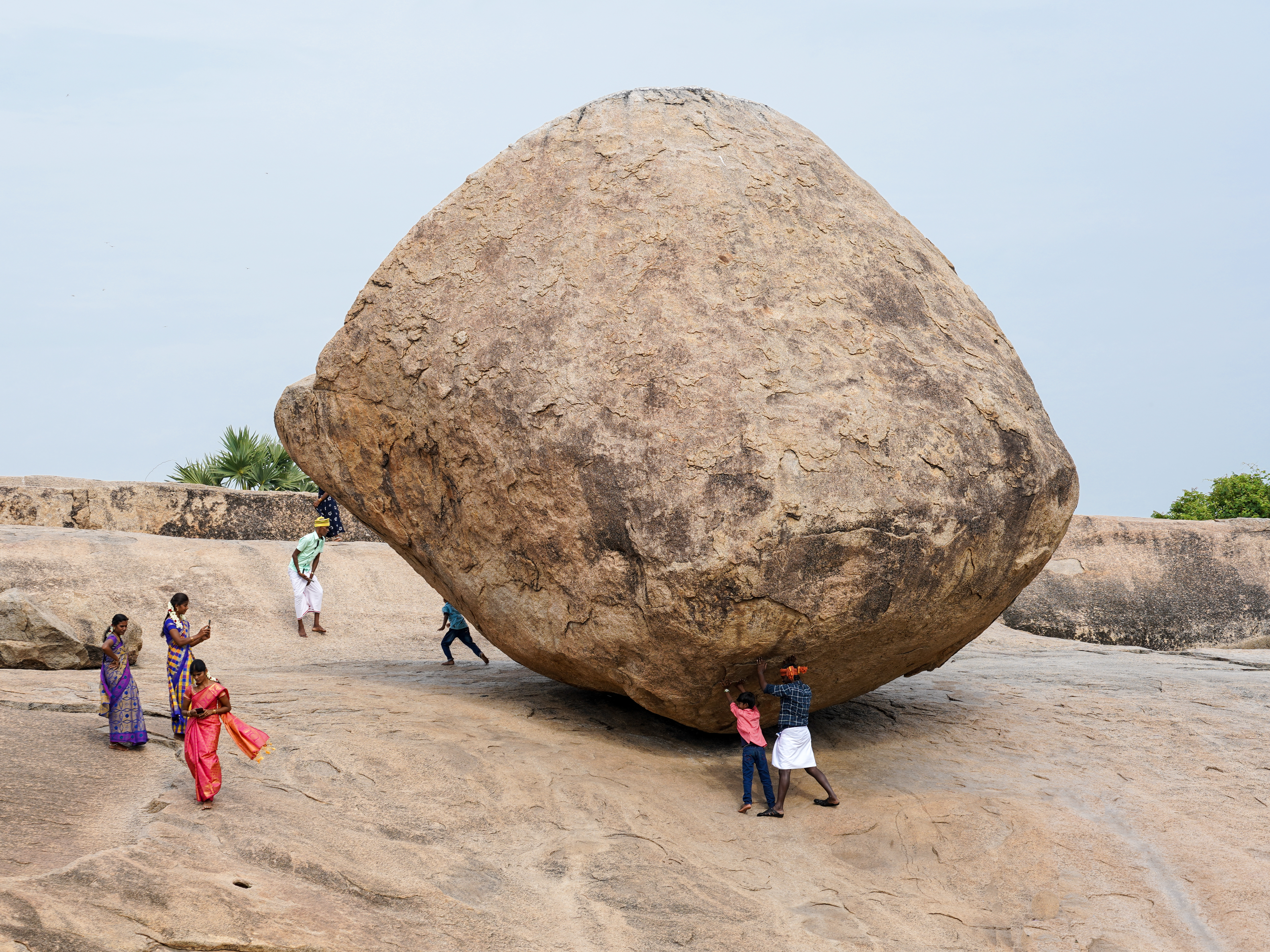
Krishnas Butterball

Westlich des Ortskerns von Mamallapuram erstreckt sich ein langgestreckter Felsen von rund 500 m Länge. Über diesen Bereich sind zahlreiche weitere monolithische Tempelbauten und Höhlentempel verstreut. Deren wichtigste sind das Krishna-Mandapa und das Dharmaraja-Mandapa, die Mahishasura-Höhle sowie die Varaha-Höhle. Sie sind allesamt mit kunstvollen Flachreliefs ausgestattet. In der Varaha-Höhle befinden sich Darstellungen Varahas (dem eberförmigen Avatara Vishnus), der Göttin Gajalakshmi flankiert von zwei Elefanten, der Göttin Durga sowie Trivikramas bzw. Vamanas (einem weiteren Avatara Vishnus). Die Mahishasura-Höhle besticht durch Reliefs, die Vishnu auf der Schlange Ananta ruhend und Durga beim Kampf gegen den Büffeldämon Mahishasura darstellen. Das Relief im Krishna-Mandapa zeigt die bekannte Szene, in der Gott Krishna den Govardhana-Berg hochhebt.
Ein beliebtes Fotomotiv ist die in der Nähe befindliche „Butterkugel Krishnas“, eine riesige, auf einem Felsrücken liegende Felskugel, die den Eindruck erweckt, jeden Moment herunterrollen zu können.

### Umgebung
An einem Strand ca. 8 km nordöstlich von Mamallapuram befindet sich ein sehenswerter Höhlentempel (Tiger Cave) mit einigen Felsreliefs in der Nähe.